# Уткус, Эдгарас
Эдгарас Уткус (лит. Edgaras Utkus; род. 22 июня 2000, Радвилишкис, Шяуляйский уезд) — литовский футболист, полузащитник бельгийского клуба «Серкль Брюгге» и национальной сборной Литвы.

## Клубная карьера
Является воспитанником Национальной футбольной академии в Каунасе. Выступал за команды 1999 и 2000 годов рождения в юношеских лигах Литвы. В августе 2017 года проходил просмотр во французском «Монако», с которым в итоге в январе 2018 года подписал молодёжный контракт, рассчитанный на два с половиной года. В новом клубе сначала выступал за юношеские команды. В начале августа подписал с «Монако» профессиональное соглашение. 17 августа дебютировал за второй состав клуба во французском Насьонале 2, который является четвёртым по силе дивизионом, во встрече со второй командой «Лиона». Литовец вышел в стартовом составе, но уже на 15-й минуте игры был вынужден из-за травмы покинуть поле.
Перед началом сезона 2021/22 проходил сборы с бельгийским клубом «Серкль Брюгге», с которым в итоге 20 июля 2021 года подписал контракт на два года. 24 июля дебютировал за новый клуб в первом туре нового чемпионата Бельгии против «Беерсхота». Уткус появился на поле в стартовом составе. На 55-й минуте при счёте 1:0 в пользу «Серкль Брюгге» матч был прерван из-за проливного дождя, затопившего поле. Игра была доиграна 27 июля.

## Карьера в сборной
Выступал за юношеские и молодёжные сборные Литвы. В ноябре 2020 года был впервые вызван в национальную сборную Литвы. В её составе дебютировал в товарищеском матче со сборной Фарерских островов. Уткус появился на поле в середине второго тайма, заменив Линаса Мегелайтиса.

## Клубная статистика
| Выступление      | Выступление      | Выступление      | Лига | Лига | Кубки | Кубки | Конт. кубки | Конт. кубки | Итого | Итого |
| Клуб             | Лига             | Сезон            | Игры | Голы | Игры  | Голы  | Игры        | Голы        | Игры  | Голы  |
| ---------------- | ---------------- | ---------------- | ---- | ---- | ----- | ----- | ----------- | ----------- | ----- | ----- |
| Монако II        | Насьональ 2      | 2019/20          | 3    | 0    | 0     | 0     | 0           | 0           | 3     | 0     |
| Монако II        | Насьональ 2      | 2020/21          | 5    | 0    | 0     | 0     | 0           | 0           | 5     | 0     |
| Монако II        | Итого            | Итого            | 8    | 0    | 0     | 0     | 0           | 0           | 8     | 0     |
| Серкль Брюгге    | Лига Жюпиле      | 2021/22          | 0    | 0    | 0     | 0     | 0           | 0           | 0     | 0     |
| Серкль Брюгге    | Итого            | Итого            | 0    | 0    | 0     | 0     | 0           | 0           | 0     | 0     |
| Всего за карьеру | Всего за карьеру | Всего за карьеру | 8    | 0    | 0     | 0     | 0           | 0           | 8     | 0     |

## Статистика в сборной
| Матчи и голы Эдгараса Уткуса за национальную сборную Литвы | Матчи и голы Эдгараса Уткуса за национальную сборную Литвы | Матчи и голы Эдгараса Уткуса за национальную сборную Литвы | Матчи и голы Эдгараса Уткуса за национальную сборную Литвы | Матчи и голы Эдгараса Уткуса за национальную сборную Литвы | Матчи и голы Эдгараса Уткуса за национальную сборную Литвы |
| №                                                          | Дата                                                       | Оппонент                                                   | Счёт                                                       | Голы                                                       | Соревнование                                               |
| ---------------------------------------------------------- | ---------------------------------------------------------- | ---------------------------------------------------------- | ---------------------------------------------------------- | ---------------------------------------------------------- | ---------------------------------------------------------- |
| 1                                                          | 11 ноября 2020                                             | Фарерские острова                                          | 2:1                                                        | 0                                                          | Товарищеский матч                                          |
| 2                                                          | 15 ноября 2020                                             | Беларусь                                                   | 0:2                                                        | 0                                                          | Лига наций УЕФА 2020/2021                                  |

Итого:2 матча и 0 голов; 1 победа, 0 ничьих, 1 поражение.